# Cryphia pyrenaea
Cryphia pyrenaea là một loài bướm đêm trong họ Noctuidae.